# Zombie Studios
Zombie Studios — американская независимая компания, которая занималась разработкой видеоигр для консолей, ПК и мобильных телефонов. В январе 2015 года была закрыта.

## История компании
Компания была основана в 1994 году Джоанной Александр и Марком Лонгом. С тех пор, Zombie Studios разработала более 30 игр практически на всех основных платформах. С 1999 года по 2004 год компания была известна как Zombie Inc. 8 января 2015 года компания заявила о своём закрытии.

## Разработанные игры
- Ice & Fire (1995)
- Locus (1995)
- Zork Nemesis (1996)
- ZPC (1996)
- Spearhead (1998)
- Spec Ops: Rangers Lead the Way (1998)
- Spec Ops: Ranger Team Bravo (1998)
- Body Glove’s Bluewater Hunter (1999)
- Spec Ops II: Green Berets (1999)
- Spec Ops II: Operation Bravo (2000)
- Tom Clancy’s Rainbow Six: Covert Operations Essentials (2000)
- Spec Ops: Stealth Patrol (2000)
- Spec Ops II: Omega Squad (2000)
- Spec Ops: Ranger Elite (2001)
- Spec Ops: Covert Assault (2001)
- Alcatraz: Prison Escape (2001)
- Atlantis The Lost Empire: Search for the Journal (2001)
- Atlantis The Lost Empire: Trial by Fire (2001)
- Delta Force: Task Force Dagger (2002)
- Super Bubble Pop (2002)
- Shadow Ops: Red Mercury (2004)
- Saw: The Video Game (2009)
- Blacklight: Tango Down (2010)
- Saw II: Flesh & Blood (2010)
- Blackwater (2011)
- Blacklight: Retribution (2012)
- Frogger: Hyper Arcade Edition (2012)
- Special Forces: Team X (2013)
- Daylight (2014)
- Phantom Army (2014)